# Život sa stricem
Život sa stricem è un film del 1988 diretto da Krsto Papić.

## Riconoscimenti
- Festival del cinema di Pola 1988: miglior film